# Mistrzostwa Europy w Wioślarstwie 2007 – dwójka bez sternika mężczyzn
Dwójka bez sternika mężczyzn (M2-) – konkurencja rozgrywana podczas Mistrzostw Europy w Wioślarstwie 2007 w Poznaniu między 21 a 23 września.

## Terminarz
| Data             |            |
| ---------------- | ---------- |
| 21 września 2007 | Eliminacje |
| 22 września 2007 | Repasaż    |
| 23 września 2007 | Finał B    |
| 23 września 2007 | Finał A    |

## Wyniki

### Eliminacje
Najlepsza para z każdego biegu awansowała do półfinału. Pozostałe dwójki automatycznie zostały zakwalifikowane do repasażu.

#### Bieg 1
| Pozycja | Zawodnik                            | Kraj     | Czas    | Uwagi |
| ------- | ----------------------------------- | -------- | ------- | ----- |
| 1.      | Goran Jagar Nikola Stojić           | Serbia   | 6:53,87 | Q     |
| 2.      | Siergiej Babajew Roman Wiesiełkin   | Rosja    | 6:59,67 |       |
| 3.      | Béla Simon Gáspár Vinkó             | Węgry    | 7:20,81 |       |
| 4.      | Cwetan Stojanow Christo Chadżiperew | Bułgaria | 7:21,72 |       |

#### Bieg 2
| Pozycja | Zawodnik                          | Kraj     | Czas    | Uwagi |
| ------- | --------------------------------- | -------- | ------- | ----- |
| 1.      | Giuseppe De Vita Andrea Palmisano | Włochy   | 6:50,79 | Q     |
| 2.      | Piotr Hojka Jarosław Godek        | Polska   | 6:54,59 |       |
| 3.      | Jan Müller Falk Müller            | Niemcy   | 6:58,12 |       |
| 4.      | Marko Grace Blaž Velcl            | Słowenia | 7:01,32 |       |

### Repasaż
Do finału awansują cztery najlepsze osady. Pozostałe dwójki wezmą udział w finale B.
| Pozycja | Zawodnik                            | Kraj     | Czas    | Uwagi |
| ------- | ----------------------------------- | -------- | ------- | ----- |
| 1.      | Piotr Hojka Jarosław Godek          | Polska   | 6:51,88 | Q     |
| 2.      | Jan Müller Falk Müller              | Niemcy   | 6:56,03 | Q     |
| 3.      | Siergiej Babajew Roman Wiesiełkin   | Rosja    | 6:57,04 | Q     |
| 4.      | Béla Simon Gáspár Vinkó             | Węgry    | 6:57,72 | Q     |
| 5.      | Marko Grace Blaž Velcl              | Słowenia | 7:03,84 |       |
| 6.      | Cwetan Stojanow Christo Chadżiperew | Bułgaria | 7:08,25 |       |

### Finały

#### Finał B
| Pozycja | Zawodnik                            | Kraj     | Czas    |
| ------- | ----------------------------------- | -------- | ------- |
| 1.      | Marko Grace Blaž Velcl              | Słowenia | 7:01,95 |
| 2.      | Cwetan Stojanow Christo Chadżiperew | Bułgaria | 7:09,15 |

#### Finał A
| Pozycja | Zawodnik                          | Kraj   | Czas    | Uwagi  |
| ------- | --------------------------------- | ------ | ------- | ------ |
| 1.      | Goran Jagar Nikola Stojić         | Serbia | 6:44,30 | złoto  |
| 2.      | Piotr Hojka Jarosław Godek        | Polska | 6:46,35 | srebro |
| 3.      | Giuseppe De Vita Andrea Palmisano | Włochy | 6:46,66 | brąz   |
| 4.      | Siergiej Babajew Roman Wiesiełkin | Rosja  | 6:54,36 |        |
| 5.      | Jan Müller Falk Müller            | Niemcy | 6:55,68 |        |
| 6.      | Béla Simon Gáspár Vinkó           | Węgry  | 7:06,71 |        |